# Garrett Hines
Garrett Hines, född den 3 juli 1969 i Chicago, Illinois, är en amerikansk bobåkare.
Han tog OS-silver i herrarnas fyrmanna i samband med de olympiska bobtävlingarna 2002 i Salt Lake City.